# Тенндален
Тенндален (швед. Tänndalen, южносаам. Teanndaelie) — небольшой населенный пункт в коммуне Херьедален лена Емтланд Швеции. Расположен рядом с озером Тенндальсшён и рекой Теннон на высоте 720 м над уровнем моря вдоль национальной автомагистрали 84 недалеко от границы с Норвегией.
Центр лыжного спорта: первый фуникулёр открыт в 1952 году и в этом же году здесь начала работать старейшая на настоящее время частная лыжная школа в Швеции («Pinnens skidskola»). В 2009 году открыт скоростной четырёхместный фуникулёр длиной более 1000 м. Поддерживаются более 400 км беговых лыжных трасс и инфраструктура для горнолыжного спорта. Вместе с местечком (Фунесфьеллен), расположенным в 20 км от Тенндалена, эта область считается одним из самых больших горнолыжных курортов Швеции. Место проведения чемпионата мира по спортивному ориентированию на лыжах в марте 2011 года.

## Горнолыжные трассы Тенндалена
Количество трасс — 52, в том числе:
- зеленые — 11;
- синие — 13;
- красные — 21;
- чёрные — 7.

Самая высокая точка горнолыжных трасс — 1038 м над уровнем моря
Количество фуникулёров — 17.
Пропускная способность фуникулёров — около 20 000 человек в час